# 霹靂劇場
《霹靂劇場》為中視於1985年（民國74年）週六所開闢的中文配音西洋影集時段，最後於1990年（民國79年）6月24日星期日結束。其他未播畢的影集則打散至各個其他時間播出。

## 播映影集

### 週六
- 1985年
  - 霹靂遊俠（Knight rider）（首播：9月7日）
- 1986年
  - 敵後突擊隊（Garrison's Gorillas）（首播：3月8日）

　　　為台視1960年代播映的影集《游擊英雄》更名重映。

### 週日
- 1986年
  - 霹靂女超人（Wonder Woman）（首播：9月7日）

　　　中視早在1977年，即以《神秘女超人》譯名播映。
- 1987年
  - 霹靂火（英语：Stingray (1985 TV series)）（Stingray）（首播：2月8日）
  - 小迷糊當大兵（Private Benjamin）（首播：4月5日）
  - 霹靂蜘蛛人（The Amazing Spiderman）（首播：8月2日）
  - 霹靂超人（The Greatest American Hero）（首播：11月8日）
- 1988年
  - 飛車霹靂俠（The Highwayman）（首播：8月21日）
  - 外星王子（The Powers of Matthew Star）（首播：10月26日）
- 1989年
  - 霹靂神兵（Tour of Duty）（首播：3月30日）
  - 霹靂神犬（Katts And Dog）（首播：10月8日）
- 1990年
  - 蝙蝠俠（Batman）1966年影集版（首播：1月7日）
  - 霹靂游龍（Baywatch）（首播：5月13日）

## 外部連結
- 台灣電視資料庫[永久]
- 80年代復古影集《霹靂遊俠》：尖端科技的結晶，人性化的萬能電腦車。 （页面存档备份，存于）